# Scytodes velutina
Espèce
Synonymes
- Scytodes amarantha Vinson, 1863
- Scytodes unicolor Canestrini, 1868
- Scytodes delicatula Simon, 1873
- Scytodes kochii O. Pickard-Cambridge, 1876

Scytodes velutina est une espèce d'araignées aranéomorphes de la famille des Scytodidae.

## Distribution
Cette espèce se rencontre dans le bassin méditerranéen, au Cap-Vert, sur l'île de l'Ascension et aux Seychelles.

## Description
Le mâle mesure 3,5 mm et la femelle 5,7 mm.

## Systématique et taxinomie
Cette espèce a été décrite par Lowe en 1832.
Scytodes delicatula a été placée en synonymie par Brignoli en 1976.

## Publication originale
- Lowe, 1832 : « Descriptions of two species of Araneidae, natives of Madeira. » Zoological Journal, vol. 5, p. 320-323 (texte intégral).